# Fort pancerny pomocniczy 47 ½ „Sudół”
Fort 47 ½ Sudół – jeden z fortów Twierdzy Kraków. Powstał w latach 1895–1897. Blokował dolinę Sudołu Dominikańskiego, znajdującą się między górującymi pozycjami Fortu 47 Łysa Góra, Fortu 47a „Węgrzce”, Fortu 48 „Batowice” i Fortu 48a „Mistrzejowice”. Był to mały, międzypolowy fort pancerny, jeden z najmniejszych fortów tego typu w Twierdzy Kraków.
Fort Sudół miał nietypową konstrukcję koszar szyjowych. Prawa strona bloku była piętrowa, a lewa – parterowa. Grubość stropu sięgała 180 cm. Na prawej umieszczony był wał artyleryjski, z uzbrojeniem składającym się z dwóch wież pancernych, uzupełnionych kopułą obserwacyjną. Fort nie posiadał kaponier, zamiast tego fosa broniona była bezpośrednio z wału fortu, o narysie spłaszczonym, ogniem nad stokiem, schodzącym skośnie do fosy i stykającym się bezpośrednio z przeciwstokiem. Stok ten ma bardzo niewielki kąt nachylenia, co za tym idzie, duże wydłużenie, w dolnej części umacniany był dodatkowo kratą forteczną lub zasiekami z drutu kolczastego.
W 1950 roku został częściowo wysadzony. Od tego czasu pozostaje w stanie ruiny.
Fort 47 ½ Sudoł znajduje się przy ul. Powstańców w Krakowie, niedaleko Cmentarza Batowickiego.